# Vodní brána (Mohelnice)
Vodní (také severní, mírovská) brána v Mohelnici je jedinou dochovanou bránou z původních čtyř, které byly součástí městského opevnění. Vystavěna byla roku 1540 a od roku 1958 je kulturní památkou.

## Historie
Mohelnice byla hrazeným městem, jehož kamenné hradby byly budovány dlouhá desetiletí v průběhu 15. a 16. století. Do vnitřního prostoru hradeb se vstupovalo celkem čtyřmi branami ze čtyř světových stran. Za hlavní brány lze považovat východní tzv. Dolní bránu (na dnešní ul. Smetanově) a západní tzv. Horní bránu (ul. Třebovská). Dále v neupřesněném časovém období existovala brána Loštická v jižní linii hradeb. Všechny tyto brány zanikly nejpozději do poloviny 19. století.

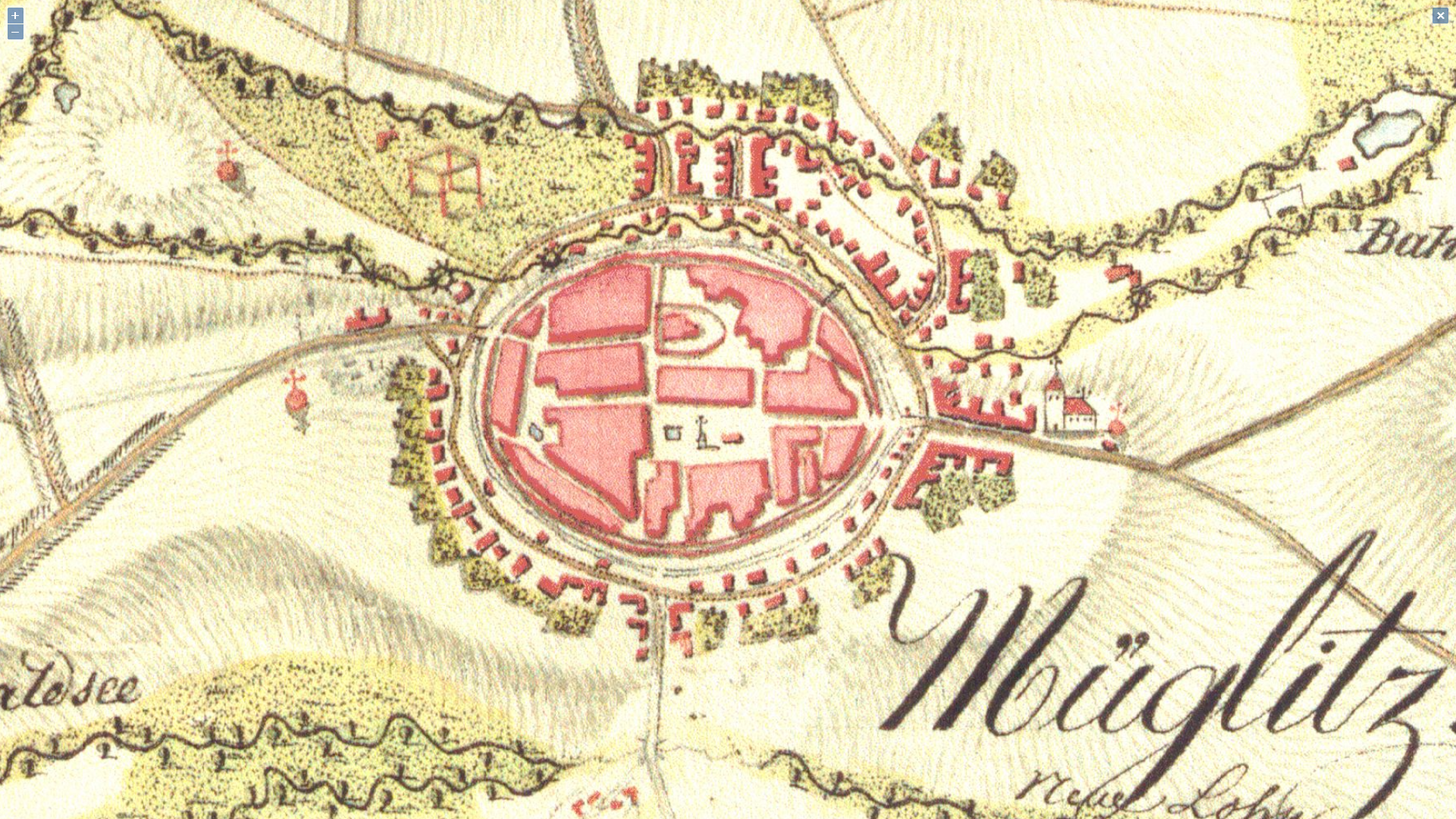
Opevnění Mohelnice s Vodní bránou na SV (1764-1768)

Jedinou dochovanou tak zůstala tzv. Vodní brána, která obyvatelům města zajišťovala snadný přístup k vodě, jejímž zdrojem byla mlýnská strouha vedená podél severní linie hradeb. Patrně se jednalo o nejmenší ze všech bran, čemuž nasvědčuje zaznamenané označení výpadová branka či fortna. Brána byla vystavěna (případně obnovena po zničení husity) v roce 1540. K další obnově došlo roku 1841 po katastrofálním požárů města, kdy vyhořelo 191 domů. Dvě větší rekonstrukce proběhly i ve 20. století (1931, 1993).
U každé z městských bran stával pekařský dům. Ten u Vodní brány byl vystavěn roku 1597, památkově chráněn je od roku 1958.

## Popis
Jedná se o jednopatrovou pozdně gotickou stavbu se sedlovou střechou a s valeně klenutým průjezdem. Do patra se vstupuje vnitřním schodištěm s dveřmi na jižním průčelí. Pilíře brány v severním průčelí jsou z neomítnutého lomového kamene; do mělce zapuštěného portálu se v minulosti zvedal padací most. Nad portálem je uveden latinský nápis Nisi Dominus custodierit civitatem frustra vigilat qui custodit eam! (Když Pán nestřeží město, marně bdí ten, kdo je střeží, Žalm 127,1) a letopočty (1540, 1841, 1931) odkazující na období výstavby a významných rekonstrukcí.
Prostory v patře jsou komerčně využívány, je zde kadeřnictví.